# Luigi Salvatorelli

## Biografia
Ele foi professor de História do cristianismo na Universidade de Nápoles, a partir de 1918 até 1921, quando ele mudou-se para Turim, onde foi co-diretor do jornal La Stampa, assim, contribuia ativamente para o surgimento de uma linha antifascista até a virada editorial definida, em 1925, que se seguiu ao assassinato de Giacomo Matteotti. Salvatorelli foi aderente da União Nacional de Giovanni Amendola. Em 1942 , ele foi um dos fundadores do Partido da Ação, e após a Libertação, ele fazia parte do Consulta Nazionale.
Luigi Salvatorelli (Marsciano, 11 de março de 1886 – Roma, 3 de novembro de 1974) foi um historiador e jornalista italiano.
Nos anos de 1944-1946 dirige em Roma, a semanal da política e da cultura, "La Nuova Europa" e
ele fazia parte de um grupo de intelectuais que, em Torino foi inspirado pela forte orientação democrática e antifascista, que tinha obtenção de resultados significativos para o cultural e o político. Dedicou-se nos anos posteriores, para o estudo da História do cristianismo, e especialmente do pensamento político italiano e europeu, os temas sobre os quais ele escreveu várias obras, retornando em 1949 para o trabalho de La Stampa como  colunista para um número de anos. Em 1956 , ele escreveu com seu colega John Visa a popular História da Itália no período fascista.
Em 11 de maio de 2002, é fundada em Marsciano, com a colaboração de várias instituições, uma Fundação que leva seu nome e que funciona para recuperar os pensamentos, incluindo a atribuição de bolsas de estudo para jovens estudiosos de temas históricos. Nos trinta anos de sua morte (novembro de 2004) foi realizada A Reunião de Fundação, que é dedicado à sua figura. Os atos foram publicados pela Editora Aragno, em Turim, em 2008, que contém a extensa bibliografia do historiador e jornalista. A cada dois anos, a Fundação organiza conferências e concede um Prêmio para a História.

## Obras
- Prefazione di Giorgio Amendola, Collana Piccola Biblioteca.Testi n.320, Einaudi, Torino, 1977.
  - Collana Biblioteca di cultura storica n.6, Einaudi, Torino, I ed. 1938, pp. XI-734; II ed. migliorata e accresciuta, 1939; III ed. 1942; IV ed. 1943; VI ed. 1950; VII ed. 1957 e IX ed. 1961 identiche; X ed. 1963; 1969;
  - Collana Gli struzzi n.64, Einaudi, Torino, I ed. 1974, ISBN 978-88-06-27391-0 - última ed. 1999.
- La Triplice Alleanza. Storia diplomatica 1877-1912, Istituto per gli studi di Política Internazionale, Milano, 1939
- Piccola Biblioteca n.37, Einaudi, Torino, 1963-1997 ISBN 978-88-06-04903-4.
- [S.l.: s.n.] Em falta ou vazio |título= (ajuda)Em falta ou vazio |título= (ajuda)

- Biblioteca de Lo Stato Moderno, Gentile editore, Milano - La Cosmopolita, Roma, 1945 - Introduzione di Gabriele Turi, Collana Civitas, Edizioni di Storia e Letteratura, Roma, 2016, ISBN 978-88-637-2907-8.
- [S.l.: s.n.] Em falta ou vazio |título= (ajuda)Em falta ou vazio |título= (ajuda)

- Einaudi, 1960 - a cura di Luigi Mascilli Migliorini, UTET, Torino, 2011 ISBN 978-88-02-07613-3.
- Entre Outras